# فهرست جایزه‌ها و نامزدی‌های دنیل دی-لوئیس
در مطلب زیر ، فهرست جوایز و نامزدی‌های دریافت شده توسط دنیل دی-لوئیس در دوران فعالیتش آمده است. او به خاطر حرفه بازیگری توانسته سه جایزه اسکار با پنج نامزدی ، چهار جایزه بفتا با شش نامزدی ، سه جایزه انجمن منتقدان با پنج نامزدی ، دو جایزه گلدن گلوب با هفت نامزدی ، سه جایزه انجمن بازیگران با پنج نامزدی و در نهایت سه جایزه ستلایت با چهار نامزدی به دست آورد. پرافتخارترین یا به عبارت دیگر پرجایزه‌ترین بازی وی بر می گردد به سال ۲۰۰۷ ، جایی که برای ایفای نقش در فیلم خون به پا خواهد شد توانست ۴۳ جایزه از ۵۰ تای ممکن را دریافت و منتقدان را مجبور به تحسین خود کند. با احتساب تمام جوایز ، دی-لوئیس در تمام دوران کاری اش ۱۳۹ جایزه برده و ۲۱۲ تا نامزد شده‌است.

## جوایز حرفه‌ای

### جوایز اسکار
| # | سال  | رشته                  | عنوان فیلم           | نتیجه    | باخت به                    |
| - | ---- | --------------------- | -------------------- | -------- | -------------------------- |
| ۱ | ۱۹۹۰ | بهترین بازیگر نقش اول | پای چپ من            | برنده    | —                          |
| ۲ | ۱۹۹۴ | بهترین بازیگر نقش اول | به نام پدر           | نامزدشده | تام هنکس (فیلادلفیا)       |
| ۳ | ۲۰۰۳ | بهترین بازیگر نقش اول | دارودسته‌های نیویورکی | نامزدشده | آدرین برودی (پیانیست)      |
| ۴ | ۲۰۰۸ | بهترین بازیگر نقش اول | خون به پا خواهد شد   | برنده    | —                          |
| ۵ | ۲۰۱۳ | بهترین بازیگر نقش اول | لینکلن               | برنده    | —                          |
| ۶ | ۲۰۱۸ | بهترین بازیگر نقش اول | رشته خیال            | نامزدشده | گری اولدمن (سیاه‌ترین ساعت) |

### جوایز فیلم بفتا
| # | سال  | رشته                  | عنوان فیلم           | نتیجه    | باخت به                        |
| - | ---- | --------------------- | -------------------- | -------- | ------------------------------ |
| ۱ | ۱۹۹۰ | بهترین بازیگر نقش اول | پای چپ من            | برنده    | —                              |
| ۲ | ۱۹۹۳ | بهترین بازیگر نقش اول | آخرین موهیکان        | نامزدشده | رابرت داونی جونیور (چاپلین)    |
| ۳ | ۱۹۹۴ | بهترین بازیگر نقش اول | به نام پدر           | نامزدشده | آنتونی هاپکینز (سرزمین سایه‌ها) |
| ۴ | ۲۰۰۳ | بهترین بازیگر نقش اول | دارودسته‌های نیویورکی | برنده    | —                              |
| ۵ | ۲۰۰۸ | بهترین بازیگر نقش اول | خون به پا خواهد شد   | برنده    | —                              |
| ۶ | ۲۰۱۳ | بهترین بازیگر نقش اول | لینکلن               | برنده    | —                              |
| ۷ | ۲۰۱۸ | بهترین بازیگر نقش اول | رشته خیال            | نامزدشده | گری اولدمن (سیاه‌ترین ساعت)     |

### جوایز انتخاب منتقدان
| # | سال  | رشته                      | عنوان فیلم           | نتیجه    | باخت به                              |
| - | ---- | ------------------------- | -------------------- | -------- | ------------------------------------ |
| ۱ | ۲۰۰۳ | بهترین بازیگر نقش اول     | دارودسته‌های نیویورکی | برنده    | — مشترک با جک نیکلسون (درباره اشمیت) |
| ۲ | ۲۰۰۸ | بهترین بازیگر نقش اول     | خون به پا خواهد شد   | برنده    | —                                    |
| ۳ | ۲۰۱۰ | بهترین بازیگران دسته جمعی | نه                   | نامزدشده | حرامزاده‌های لعنتی                    |
| ۴ | ۲۰۱۳ | بهترین بازیگر نقش اول     | لینکلن               | برنده    | —                                    |
| ۵ | ۲۰۱۳ | بهترین بازیگران دسته جمعی | لینکلن               | نامزدشده | دفترچه امیدبخش                       |
| ۶ | ۲۰۱۸ | بهترین بازیگر نقش اول     | رشته خیال            | نامزدشده | گری اولدمن (سیاه‌ترین ساعت)           |

### جایزه گلدن گلوب
| # | سال  | رشته                                                   | عنوان فیلم           | نتیجه    | باخت به                          |
| - | ---- | ------------------------------------------------------ | -------------------- | -------- | -------------------------------- |
| ۱ | ۱۹۹۰ | جایزه گلدن گلوب بهترین بازیگر مرد فیلم درام            | پای چپ من            | نامزدشده | تام کروز (متولد چهارم ژوئیه)     |
| ۲ | ۱۹۹۴ | جایزه گلدن گلوب بهترین بازیگر مرد فیلم درام            | به نام پدر           | نامزدشده | تام هنکس (فیلادلفیا)             |
| ۳ | ۱۹۹۸ | جایزه گلدن گلوب بهترین بازیگر مرد فیلم درام            | بوکسور               | نامزدشده | پیتر فوندا (طلای اولی)           |
| ۴ | ۲۰۰۳ | جایزه گلدن گلوب بهترین بازیگر مرد فیلم درام            | دارودسته‌های نیویورکی | نامزدشده | جک نیکلسون (درباره اشمیت)        |
| ۵ | ۲۰۰۸ | جایزه گلدن گلوب بهترین بازیگر مرد فیلم درام            | خون به پا خواهد شد   | برنده    | —                                |
| ۶ | ۲۰۱۰ | جایزه گلدن گلوب بهترین بازیگر مرد فیلم موزیکال یا کمدی | نه                   | نامزدشده | رابرت داونی جونیور (شرلوک هولمز) |
| ۷ | ۲۰۱۳ | جایزه گلدن گلوب بهترین بازیگر مرد فیلم درام            | لینکلن               | برنده    | —                                |
| ۸ | ۲۰۱۸ | جایزه گلدن گلوب بهترین بازیگر مرد فیلم درام            | رشته خیال            | نامزدشده | گری اولدمن (سیاه‌ترین ساعت)       |

### جایزه ستلایت
| # | سال  | رشته | عنوان فیلم           | نتیجه    | باخت به                              |
| - | ---- | --- | -------------------- | -------- | ------------------------------------ |
| ۱ | ۲۰۰۳ | بهترین بازیگر مرد درام | دارودسته‌های نیویورکی | برنده    | — مشترک با مایکل کین (آمریکایی آرام) |
| ۲ | ۲۰۰۹ | بهترین بازیگر مرد کمدی یا موزیکال                                                                                          | نه                   | نامزدشده | مایکل استلبرگ (یک مرد جدی)           |
| ۳ | ۲۰۰۹ | بهترین گروه بازیگران (مشترک با کیت هادسون، استیسی فرگوسن، پنه لوپه کروز، ماریون کوتیار، نیکول کیدمن، جودی دنچ، سوفیا لورن) | نه                   | برنده    | —                                    |
| ۴ | ۲۰۱۲ | بهترین بازیگر مرد | لینکلن               | نامزدشده | بردلی کوپر (دفترچه امیدبخش)          |
| ۵ | ۲۰۱۸ | بهترین بازیگر مرد | رشته خیال            | نامزدشده | گری اولدمن (سیاه‌ترین ساعت)           |

### جایزه انجمن بازیگران فیلم
| # | سال  | رشته                            | عنوان فیلم           | نتیجه    | باخت به           |
| - | ---- | ------------------------------- | -------------------- | -------- | ----------------- |
| ۱ | ۲۰۰۳ | بهترین بازیگر نقش اول مرد       | دارودسته‌های نیویورکی | برنده    | —                 |
| ۲ | ۲۰۰۸ | بهترین بازیگر نقش اول مرد       | خون به پا خواهد شد   | برنده    | —                 |
| ۳ | ۲۰۱۰ | بهترین انتخاب بازیگر در یک فیلم | نه                   | نامزدشده | حرامزاده‌های لعنتی |
| ۴ | ۲۰۱۳ | بهترین بازیگر نقش اول مرد       | لینکلن               | برنده    | —                 |
| ۵ | ۲۰۱۳ | بهترین انتخاب بازیگر در یک فیلم | لینکلن               | نامزدشده | آرگو              |

## جوایز حرفه‌ای منتقدان
| سال  | جایزه                                                           | عنوان                | نتیجه |
| ---- | --------------------------------------------------------------- | -------------------- | ----- |
| ۱۹۸۵ | جایزه حلقه منتقدان فیلم نیویورک برای بهترین بازیگر نقش مکمل مرد | اتاقی با یک چشم‌انداز | برنده |
| ۱۹۸۵ | جایزه حلقه منتقدان فیلم نیویورک برای بهترین بازیگر نقش مکمل مرد | رختشویخانه زیبای من  | برنده |
| ۱۹۸۹ | جایزه انجمن منتقدان فیلم لس آنجلس برای بهترین بازیگر مرد        | پای چپ من            | برنده |
| ۱۹۸۹ | جایزه انجمن منتقدان ملی فیلم برای بهترین بازیگر مرد             | پای چپ من            | برنده |
| ۱۹۸۹ | جایزه حلقه منتقدان فیلم نیویورک برای بهترین بازیگر نقش اول مرد  | پای چپ من            | برنده |
| ۲۰۰۲ | جایزه انجمن منتقدان فیلم لس آنجلس برای بهترین بازیگر مرد        | دارودسته‌های نیویورکی | برنده |
| ۲۰۰۲ | جایزه حلقه منتقدان فیلم نیویورک برای بهترین بازیگر نقش اول مرد  | دارودسته‌های نیویورکی | برنده |
| ۲۰۰۷ | جایزه انجمن منتقدان فیلم لس آنجلس برای بهترین بازیگر مرد        | خون به پا خواهد شد   | برنده |
| ۲۰۰۷ | جایزه انجمن منتقدان ملی فیلم برای بهترین بازیگر مرد             | خون به پا خواهد شد   | برنده |
| ۲۰۰۷ | جایزه حلقه منتقدان فیلم نیویورک برای بهترین بازیگر نقش اول مرد  | خون به پا خواهد شد   | برنده |
| ۲۰۱۲ | جایزه حلقه منتقدان فیلم نیویورک برای بهترین بازیگر نقش اول مرد  | لینکلن               | برنده |
| ۲۰۱۲ | جایزه انجمن منتقدان ملی فیلم برای بهترین بازیگر مرد             | لینکلن               | برنده |

## رکوردها و دستاوردها
| جوایز آکادمی | بیشترین جایزه برای بهترین بازیگر نقش اول مرد – ۳ | پای چپ من          | ۲۴ فوریه ۲۰۱۳ | — |
| جوایز آکادمی | بیشترین جایزه برای بهترین بازیگر نقش اول مرد – ۳ | خون به پا خواهد شد | ۲۴ فوریه ۲۰۱۳ | — |
| جوایز آکادمی | بیشترین جایزه برای بهترین بازیگر نقش اول مرد – ۳ | لینکلن             | ۲۴ فوریه ۲۰۱۳ | — |
| متفرقه       | برنده شدن هر پنج جایزه حرفه‌ای برای یک نقش        | خون به پا خواهد شد | ۲۴ فوریه ۲۰۰۸ | — |
| متفرقه       | برنده شدن هر پنج جایزه حرفه‌ای برای یک نقش        | لینکلن             | ۲۴ فوریه ۲۰۱۳ | — |